# LARC 5
Il LARC 5 è un mezzo militare anfibio di produzione americana.
L'enorme LARC-5 è in un certo senso un'evoluzione del DUKW 6x6 della Seconda guerra mondiale, con una struttura a scafo e 4 grandi ruote. Esso venne costruito in circa 950 esemplari tra il 1962 e il 1968 per il corpo dei marines statunitensi. Poteva trasportare fino a 4,5t o 20 soldati completamente equipaggiati tra la cabina dell'equipaggio davanti e il motore dietro. È stato esportato in Australia, Germania e Argentina, dove fu usato durante la Guerra delle Falkland.